# Batt Reef
Pour les articles homonymes, voir Batt.
Batt Reef est un récif corallien au large de Port Douglas dans le Queensland, en Australie. Il fait partie de la Grande barrière de corail.
En 2006, Steve Irwin, un animateur de télévision australien et propriétaire du zoo de Queensland, mondialement connu pour son rôle de chasseur de crocodiles dans son émission The Crocodile Hunter y a été mortellement blessé par une raie.